# Гоп (озеро)
65°32′00″ пн. ш. 20°30′00″ зх. д. / 65.533333333333° пн. ш. 20.5° зх. д.
Озеро Гоп (ісл. вимова: [ˈhouːp]) знаходиться на півночі Ісландії близько селища Бльондюоус.
Насправді це озеро - більше лагуна, ніж озеро. Площа його поверхні залежить від припливів і коливань, між 29 і 44 км². Найбільша його глибина - 9 м.

## Дивитися також
|  | Ця стаття є заготовкою. Ви можете допомогти проєкту, доробивши її. Це повідомлення варто замінити точнішим. |